# 赵陵铺路街道
赵陵铺路街道，是中华人民共和国河北省石家庄市新华区下辖的一个乡镇级行政单位。因辖区内有秦汉之交南越国皇帝赵佗先人墓而得名。

## 行政区划
赵陵铺路街道下辖以下地区：
世纪康成社区、苏秀苑社区居民社区、赵一街社区、党家庄社区居民社区、前太保社区、赵三街村和后太保村。